# La Genête
La Genête – miejscowość i gmina we Francji, w regionie Burgundia-Franche-Comté, w departamencie Saona i Loara.
Według danych na rok 1990 gminę zamieszkiwało 405 osób, a gęstość zaludnienia wynosiła 35 osób/km² (wśród 2044 gmin Burgundii La Genête plasuje się na 524. miejscu pod względem liczby ludności, natomiast pod względem powierzchni na miejscu 827.).